# Martello Tower
Martello Tower är en kulle i Antarktis. Den ligger i Sydshetlandsöarna. Argentina, Chile och Storbritannien gör anspråk på området. Toppen på Martello Tower är 10 meter över havet.
Terrängen runt Martello Tower är kuperad åt nordväst, men österut är den platt. Havet är nära Martello Tower åt sydost. Trakten är glest befolkad. Närmaste befolkade plats är Commandante Ferraz Station, 12,7 kilometer väster om Martello Tower. 